# Pierre Wajoka
Pierre Wajoka (19 dicembre 1978) è un ex calciatore francese, di ruolo attaccante.

## Carriera
Ha giocato nelle file del Gaïtcha dal 2011 al 2015.

### Nazionale
Dal 2003 al 2011 ha giocato costantemente con la nazionale neocaledoniana, di cui è il primatista di presenze (39) e con cui ha segnato 14 gol.